# Federico II d'Assia-Kassel
Federico II d'Assia-Kassel (Kassel, 14 agosto 1720 – Kassel, 31 ottobre 1785) fu langravio d'Assia-Kassel dal 1760 al 1785.
Divenne famoso per essere stato uno dei pochi principi tedeschi dopo la riforma protestante e l'unico langravio d'Assia-Kassel ad essersi convertito dal calvinismo al cattolicesimo. Egli divenne inoltre noto per aver raccolto diverse migliaia di soldati per l'esercito del re di Gran Bretagna durante la rivoluzione americana.

## Biografia

### La famiglia e la formazione

Il giovane principe Federico

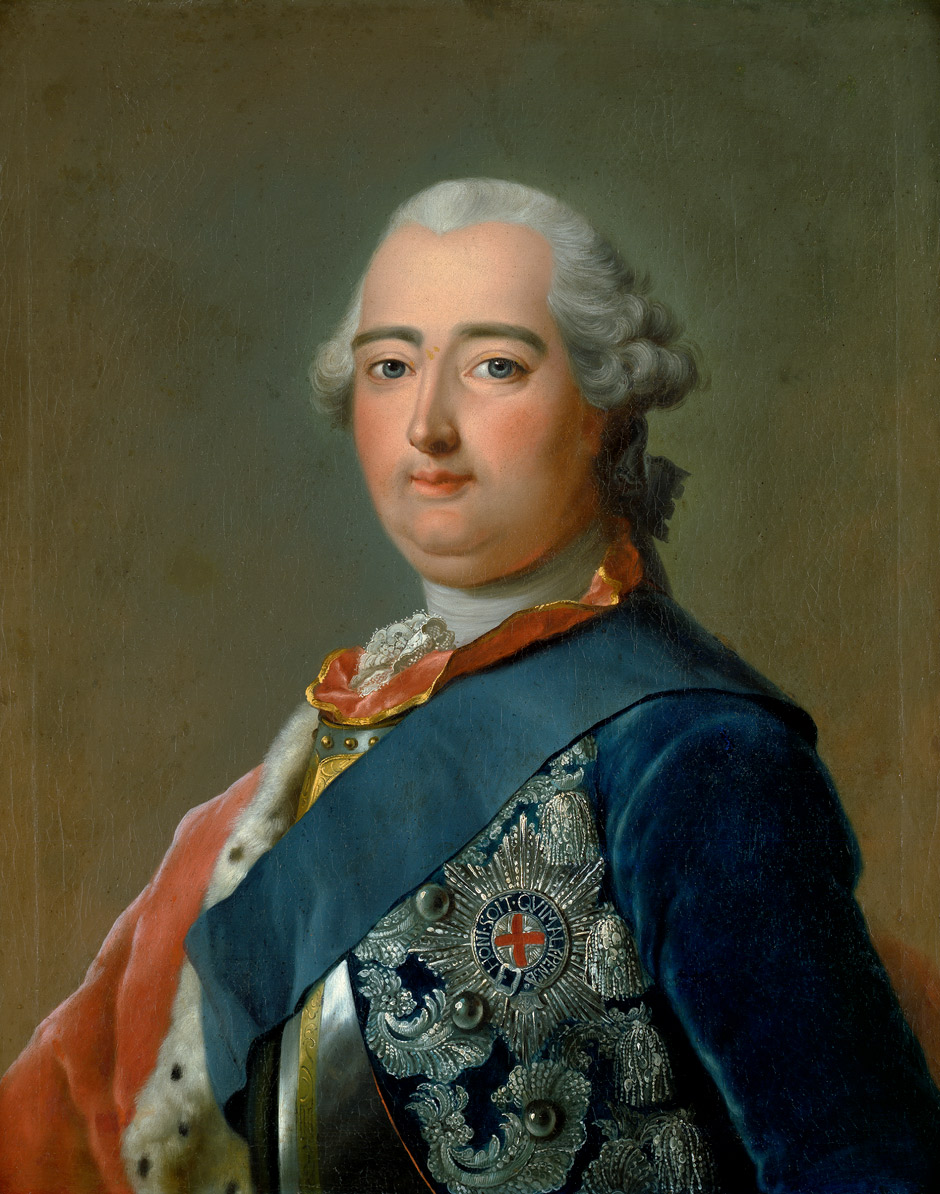
Federico II d'Assia-Kassel in un ritratto di Johann Heinrich Tischbein il Vecchio del 1770

Federico era il figlio secondogenito ma primo degli eredi sopravvissuti del langravio Guglielmo VIII d'Assia-Kassel, e di sua moglie, la principessa Dorotea Guglielmina di Sassonia-Zeitz. Suo nonno paterno era il langravio Carlo I d'Assia-Kassel, mentre suo zio era re Federico I di Svezia.
La sua educazione gli venne impartita tramite tutori privati, e cioè dal colonnello August Moritz von Donop e dal 1726 al 1733 dal teologo e filosofo svizzero Jean-Pierre de Crousaz. Con questi ebbe modo di studiare anche a Ginevra ed a Losanna.

### La carriera militare
Intrapresa giovanissimo la carriera militare come da tradizione della sua famiglia, il giovane principe Federico combatté nel 1741 con le truppe dell'Assia per l'imperatore Carlo VII del Sacro Romano Impero nella guerra di successione austriaca, sino a raggiungere il grado di tenente generale dell'esercito imperiale.
Nel dicembre del 1745 Federico giunse in Scozia con 6.000 soldati in supporto della Casa di Hannover (la famiglia di sua moglie) contro la rivolta dei giacobiti da poco scoppiata e sostenuta dagli Stuart, desiderosi di ritornare sul trono inglese.
Nel 1747, decise di abbandonare la propria famiglia, con la quale era entrato in contrasto per via della sua scelta di convertirsi alla fede cattolica, mentre il resto dei suoi famigliari rimase di fede protestante. Dal 1749, Federico completò il proprio percorso e si convertì definitivamente dal calvinismo al cattolicesimo e ricevette tutti i sacramenti necessari per mano di Clemente Augusto di Baviera, arcivescovo di Colonia, durante una visita a quest'ultimo presso il castello di Neuhaus. Dopo questo atto, decise quindi di separarsi anche dalla moglie e dai figli nel 1755, rivedendoli solo qualche anno prima della sua morte.
Federico a questo punto decise di proseguire la sua carriera militare, entrando al servizio dell'esercito prussiano. Durante la Guerra dei Sette anni, Federico combatté sempre al fianco della Prussia di Federico II, dal quale venne nominato vice governatore di Wesel. Ricevette quindi il comando del 48º reggimento di fanteria prussiano, passando poi dal 1757 al comando del 45°. In quello stesso anno venne insignito dell'Ordine dell'Aquila nera, la più alta onorificenza di stato prussiana. Sempre con l'esercito prussiano combatté in Moravia ed in Slesia sino al termine del conflitto. Nel marzo del 1759 venne promosso al grado di generale di fanteria.

### Il governo

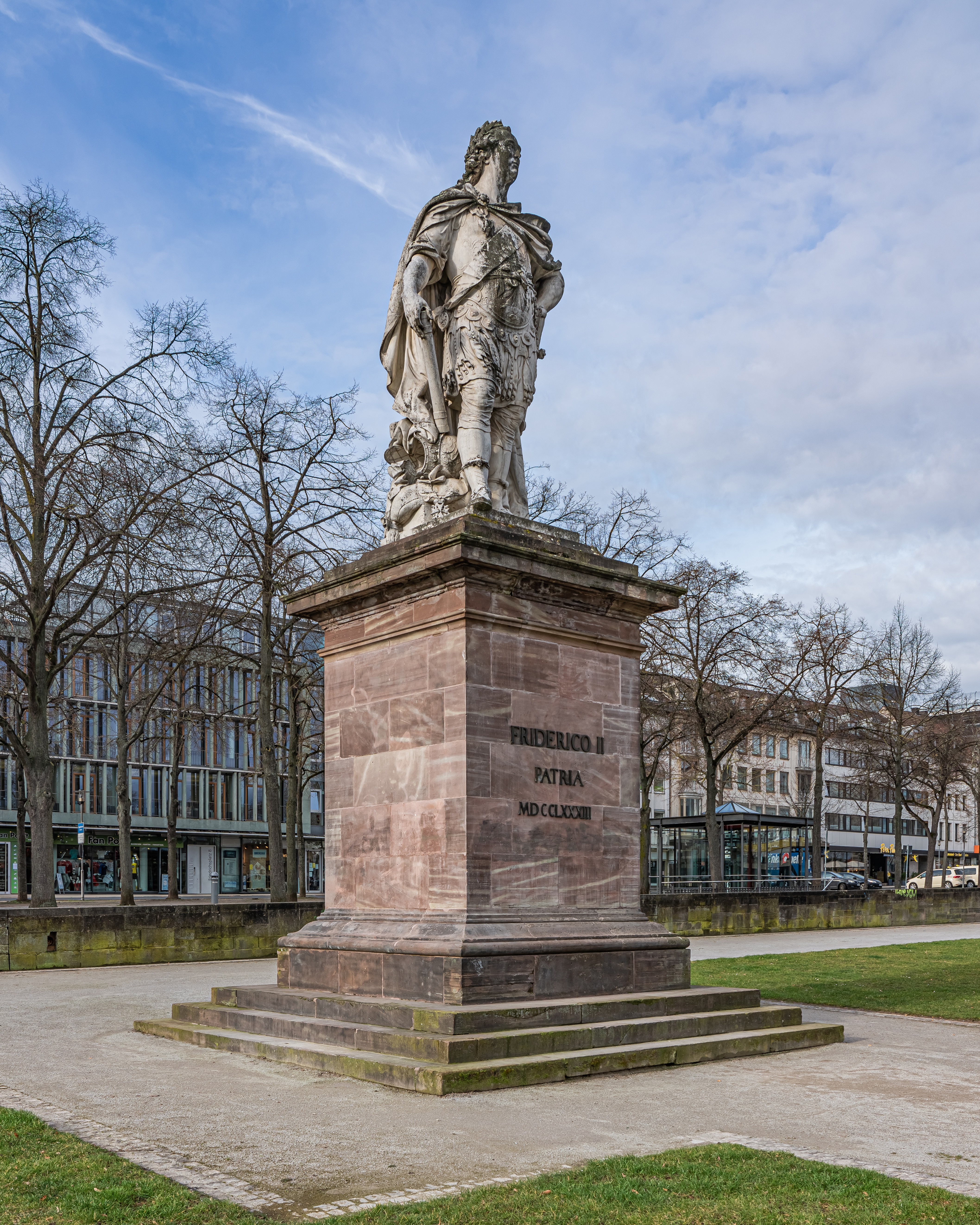
Statua di Federico II a Kassel

Nel 1760, Federico succedette al padre come langravio d'Assia-Kassel. Malgrado il fatto che egli fosse divenuto di fede cattolica, secondo i dettami della "legge di assicurazione", l'Assia-Kassel rimase uno stato calvinista e i figli di Federico crebbero secondo la fede protestante.
Nel 1736, l'ultimo conte di Hanau-Münzenberg, Giovanni Reinardo III, morì senza eredi, ultimo rappresentante della propria casata. Già dal 1643, la sua famiglia aveva stipulato un contratto che prevedeva che, in mancanza di eredi, i territori sotto il suo dominio sarebbero passati al langraviato d'Assia-Darmstadt per quanto riguarda la contea di Hanau-Lichtenberg, mentre quella di Hanau-Münzenberg sarebbe passata al langraviato d'Assia-Kassel. Ad ogni modo Giovanni Reinardo III aveva dato precise istruzioni che gli stati sarebbero stati ereditati da principi protestanti che avrebbero mantenuto e tutelato il protestantesimo nei suoi territori. Il padre di Federico II, Guglielmo VIII, era di fede protestante ed annetté il dominio ai propri territori, ma quando nel 1749 il primogenito Federico decise di convertirsi al cattolicesimo, in prospettiva di una successione futura ai troni di famiglia, si sollevò un'ondata di proteste da parte di Gran Bretagna e altri principi tedeschi che volevano che la volontà dell'ultimo conte di Hanau fosse rispettata in toto. Per questo motivo, Guglielmo VIII 
nel 1754 costrinse il figlio Federico a firmare una Assekurationsakte tramite la quale rinunciava ai propri diritti di successione al trono della contea di Hanau-Münzenberg in favore del figlio. Quando infatti Guglielmo VIII morì, dispose che la contea di Hanau-Münzenberg passasse a suo nipote Guglielmo, figlio di suo figlio Federico, il quale era cresciuto secondo i dettami della fede protestante.
Il 14 maggio 1760, Federico II venne nominato feldmaresciallo.

#### Soldati in affitto
Gran parte dei mezzi finanziari per il sostentamento dello stato d'Assia-Kassel e dei grandiosi progetti artistici che Federico II portò avanti durante i suoi anni di regno come langravio, gli pervennero dall'affitto dei propri soldati ad altri stati; tale pratica, comune nel corso del XVIII secolo, avveniva principalmente tra Sacro Romano Impero, Francia e Gran Bretagna. Egli aveva personalmente prestato servizio tra le truppe che suo padre aveva inviato nel 1756 in Gran Bretagna per difendere l'isola dal sospetto di un attacco francese. Federico II scelse di sostenere nuovamente l'Inghilterra durante la rivoluzione americana quando, assieme ad altri principi tedeschi, mise a disposizione di re Giorgio III di Gran Bretagna un contingente di 20.000 uomini. Il suo primo ministro, Friedrichs von Schlieffen, diresse gran parte di questi contratti d'affitto di soldati per l'Inghilterra che, nel giro di pochi anni, resero Federico uno dei principi più ricchi d'Europa.
Malgrado i notevoli vantaggi economici che derivavano da queste operazioni, Federico II è stato sovente oggetto della critica di molti storici già alla sua epoca per questioni di etica professionale, per quanto anche la Confederazione Elvetica del tempo svolgesse attività del tutto simili in tutta Europa. Del resto però a creare questa situazione singolare in Europa erano state le stesse condizioni geografiche e politiche dell'Assia Kassel: lo stato era posto al centro della Germania, ma a causa delle devastazioni della guerra dei Sette anni che causò notevoli danni alla vita economica dell'Assia, ebbe sempre grandi difficoltà a mantenere le proprie truppe con risorse proprie e per questo decise di affidarsi alla pratica del mercenariato. Federico II stesso, inoltre, emanò una legge che proibiva tassativamente la coscrizione obbligatoria e pertanto tutti i militari dell'Assia erano professionisti volontari.
Uno degli spiegamenti di maggior peso raccolti da Federico II fu indubbiamente il contingente impiegato nel corso della guerra d'indipendenza americana e schierato al fianco degli inglesi in Nord America. A causa del gran numero di soldati provenienti dall'Assia e posti tra le truppe ausiliarie britanniche, il nome di assiani è ancora oggi usato dalla storiografia statunitense per riferirsi genericamente alle truppe ausiliarie tedesche durante la guerra d'indipendenza. Vedi anche dollari di sangue .

### Gli ultimi anni

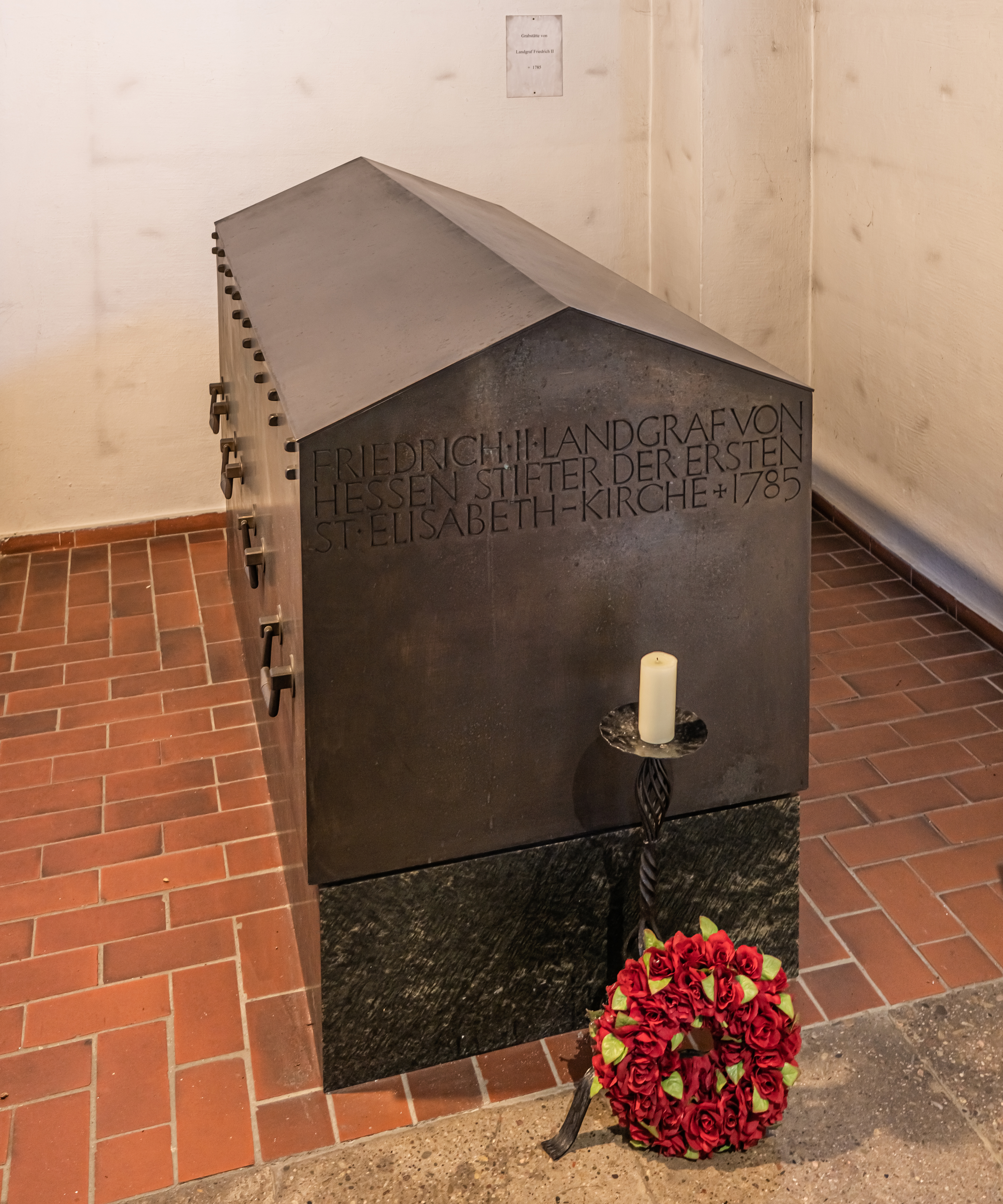
La tomba di Federico II d'Assia-Kassel nella chiesa di Sant'Elisabetta.

Dopo la fine della guerra dei sette anni, iniziò a Kassel una forte attività edilizia che sostenne in prima persona con le proprie finanze. Aprì numerose industrie e fabbriche in Assia, portando a Kassel diversi studiosi ed artisti che andarono ad arricchire la sua corte. Fu amico e sostenitore del celebre alchimista ed avventuriero francese, il Conte di Saint-Germain. Nel 1779 inaugurò il primo museo completamente gratuito e liberamente accessibile d'Europa, museo che da lui prese il nome di Fridericianum; in quello stesso anno divenne socio onorario dell'Académie des inscriptions et belles-lettres di Francia. Nel 1777 fondò l'Accademia delle Arti di Kassel, acquisendo in quello stesso anno l'Apollo di Kassel, una splendida scultura di epoca romana (copia di una statua originale realizzata in Grecia da Fidia), ritrovato nel 1721 nei pressi della moderna città di Sabaudia, a sud di Roma. La scultura venne acquistata da Federico II durante un suo viaggio in Italia. L'opera è oggi esposta nel Castello di Wilhelmshöhe di Kassel.
Il langravio Federico II morì a causa di un colpo apoplettico nel 1785 al castello di Weißenstein, a Kassel. Per sua esplicita volontà testamentaria, venne sepolto nella chiesa cattolica di Sant'Elisabetta da lui stesso fatta edificare ed è l'unico langravio d'Assia-Kassel a non essere sepolto nella chiesa protestante di San Martino di Kassel.

## Matrimoni e figli

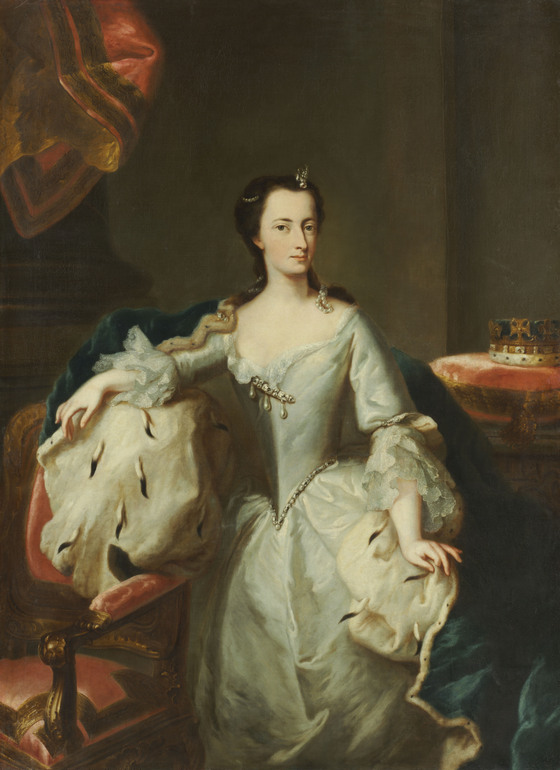
La principessa Maria di Hannover, prima moglie di Federico II d'Assia-Kassel

Il principe Federico sposò, l'8 maggio 1740, per procura a Londra, e il 28 giugno 1740 di persona a Kassel, la principessa Maria di Hannover (1723-1772), figlia di Giorgio II d'Inghilterra e di Carolina di Brandeburgo-Ansbach. La coppia ebbe quattro figli:
- Guglielmo (nato e morto nel 1742);
- Guglielmo (3 giugno 1743–27 febbraio 1821), futuro langravio e primo principe elettore d'Assia-Kassel, sposò Carolina di Danimarca
- Carlo (19 dicembre 1744–17 agosto 1836), sposò Luisa di Danimarca
- Federico (11 settembre 1747–20 maggio 1837), sposò Carolina di Nassau-Usingen

Alla morte della prima moglie, Federico II, nel 1772, sposò il 10 gennaio del 1773 a Berlino Filippina, figlia del margravio Federico Guglielmo di Brandeburgo-Schwedt e di sua moglie, Sofia Dorotea di Prussia; quest'ultima era sorella di re Federico II di Prussia.
I tre figli avuti dal primo matrimonio vennero cresciuti dai parenti di fede protestante a partire dal 1747 quando Federico decise di abbracciare il cattolicesimo, e seguirono la langravia Maria quando questa si trasferì in Danimarca nel 1756, per prendersi cura dei figli della sorella minore Luisa, morta poi nel 1751. I due figli maschi sposarono due principesse danesi, loro prime cugine, nel 1763 e nel 1766 rispettivamente. I figli minori rimasero in Danimarca, divenendo importanti funzionari dello stato. Solo il figlio maggiore ritornò in Germania, quando ereditò il Principato di Hanau, e quindi nel 1785 quando ascese al trono del Langraviato d'Assia-Kassel.

## Ascendenza
|                                       |                            |                                                           | Genitori                                            |  |  | Nonni |  |  | Bisnonni                    |  |  | Trisnonni                  |  |
|                                       |                            |                                                           |                                                     |  |  |       |  |  | Guglielmo VI d'Assia-Kassel |  |  | Guglielmo V d'Assia-Kassel |  |
|                                       |                            |                                                           |                                                     |  |  |       |  |  | Guglielmo VI d'Assia-Kassel |  |  | Guglielmo V d'Assia-Kassel |  |
|                                       |                            | Amalia Elisabetta di Hanau-Münzenberg                     |                                                     |  |  |       |  |  | Guglielmo VI d'Assia-Kassel |  |  |                            |  |
| Carlo I d'Assia-Kassel                |                            |                                                           |                                                     |  |  |       |  |  | Guglielmo VI d'Assia-Kassel |  |  |                            |  |
|                                       |                            | Edvige Sofia di Brandeburgo                               | Giorgio Guglielmo di Brandeburgo                    |  |  |       |  |  |                             |  |  |                            |  |
|                                       |                            | Edvige Sofia di Brandeburgo                               | Giorgio Guglielmo di Brandeburgo                    |  |  |       |  |  |                             |  |  |                            |  |
|                                       |                            | Edvige Sofia di Brandeburgo                               | Elisabetta Carlotta del Palatinato                  |  |  |       |  |  |                             |  |  |                            |  |
| Guglielmo VIII d'Assia-Kassel         |                            | Edvige Sofia di Brandeburgo                               |                                                     |  |  |       |  |  |                             |  |  |                            |  |
|                                       |                            | Giacomo Kettler                                           | Guglielmo Kettler                                   |  |  |       |  |  |                             |  |  |                            |  |
|                                       |                            | Giacomo Kettler                                           | Guglielmo Kettler                                   |  |  |       |  |  |                             |  |  |                            |  |
|                                       |                            | Giacomo Kettler                                           | Sofia di Prussia                                    |  |  |       |  |  |                             |  |  |                            |  |
| Maria Amalia di Curlandia             |                            | Giacomo Kettler                                           |                                                     |  |  |       |  |  |                             |  |  |                            |  |
|                                       |                            | Luisa Carlotta di Brandeburgo                             | Giorgio Guglielmo di Brandeburgo                    |  |  |       |  |  |                             |  |  |                            |  |
|                                       |                            | Luisa Carlotta di Brandeburgo                             | Giorgio Guglielmo di Brandeburgo                    |  |  |       |  |  |                             |  |  |                            |  |
|                                       |                            | Luisa Carlotta di Brandeburgo                             | Elisabetta Carlotta del Palatinato                  |  |  |       |  |  |                             |  |  |                            |  |
| Federico II d'Assia-Kassel            |                            | Luisa Carlotta di Brandeburgo                             |                                                     |  |  |       |  |  |                             |  |  |                            |  |
|                                       | Maurizio di Sassonia-Zeitz | Giovanni Giorgio I di Sassonia                            |                                                     |  |  |       |  |  |                             |  |  |                            |  |
|                                       | Maurizio di Sassonia-Zeitz | Giovanni Giorgio I di Sassonia                            |                                                     |  |  |       |  |  |                             |  |  |                            |  |
|                                       | Maurizio di Sassonia-Zeitz | Maddalena Sibilla di Prussia                              |                                                     |  |  |       |  |  |                             |  |  |                            |  |
| Maurizio Guglielmo di Sassonia-Zeitz  | Maurizio di Sassonia-Zeitz |                                                           |                                                     |  |  |       |  |  |                             |  |  |                            |  |
|                                       |                            | Dorotea Maria di Sassonia-Weimar                          | Guglielmo di Sassonia-Weimar                        |  |  |       |  |  |                             |  |  |                            |  |
|                                       |                            | Dorotea Maria di Sassonia-Weimar                          | Guglielmo di Sassonia-Weimar                        |  |  |       |  |  |                             |  |  |                            |  |
|                                       |                            | Dorotea Maria di Sassonia-Weimar                          | Eleonora Dorotea di Anhalt-Dessau                   |  |  |       |  |  |                             |  |  |                            |  |
| Dorotea Guglielmina di Sassonia-Zeitz |                            | Dorotea Maria di Sassonia-Weimar                          |                                                     |  |  |       |  |  |                             |  |  |                            |  |
|                                       |                            | Federico Guglielmo di Brandeburgo                         | Giorgio Guglielmo di Brandeburgo                    |  |  |       |  |  |                             |  |  |                            |  |
|                                       |                            | Federico Guglielmo di Brandeburgo                         | Giorgio Guglielmo di Brandeburgo                    |  |  |       |  |  |                             |  |  |                            |  |
|                                       |                            | Federico Guglielmo di Brandeburgo                         | Elisabetta Carlotta del Palatinato                  |  |  |       |  |  |                             |  |  |                            |  |
| Maria Amalia di Brandeburgo           |                            | Federico Guglielmo di Brandeburgo                         |                                                     |  |  |       |  |  |                             |  |  |                            |  |
|                                       |                            | Sofia Dorotea di Schleswig-Holstein-Sonderburg-Glücksburg | Filippo di Schleswig-Holstein-Sonderburg-Glücksburg |  |  |       |  |  |                             |  |  |                            |  |
|                                       |                            | Sofia Dorotea di Schleswig-Holstein-Sonderburg-Glücksburg | Filippo di Schleswig-Holstein-Sonderburg-Glücksburg |  |  |       |  |  |                             |  |  |                            |  |
|                                       |                            | Sofia Dorotea di Schleswig-Holstein-Sonderburg-Glücksburg | Sofia Edvige di Sassonia-Lauenburg                  |  |  |       |  |  |                             |  |  |                            |  |
|                                       |                            | Sofia Dorotea di Schleswig-Holstein-Sonderburg-Glücksburg |                                                     |  |  |       |  |  |                             |  |  |                            |  |